# Monk & Canatella
Monk & Canatella – zespół muzyczny wykonujący muzykę trip hop. Założony przez Simona Russela i Jima Johnsona. Współpracował m.in. z zespołami Portishead, Tricky i Massive Attack. Ich album „Care in the Community” jest jednym z najbardziej charakterystycznych przykładów muzyki trip-hopowej.

## Dyskografia
- Fly Fishing (1995, EP, Cup Of Tea Records)
- I Can Water my Plants (1996, SP, Cup Of Tea Records)
- Care in the Community (1996, Cup Of Tea Records)
- Who's Who (1997, EP, Cup Of Tea Records)
- Son 4.5.98 (1998, SP, Telstar Records)
- Enter The Monk (1999, EP, Telstar Records)
- Do Community Service (2000, Telstar Records)
- Slagger (2000, SP, Telstar Records)